# Marie Tetzlaff
Marie Birgitte Tetzlaff (født 7. juli 1954 i Bregninge) er en dansk journalist, anmelder og forfatter.
Tetzlaff blev student fra Herlufsholm 1973 og cand.phil. i russisk litteratur med guldmedalje fra Københavns Universitet 1984 på afhandlingen The Prose of Marina Tsvetaeva. Hun arbejdede efterfølgende som kandidatstipendiat og underviser på Slavisk Institut samme sted frem til 1987 med ophold på Moskvas statsuniversitet og University of California, Berkeley. Hjemvendt blev hun i 1988 ansat ved Weekendavisen med Rusland som sit stofområde. I 1995 kom hun til Politiken som redaktør, litteraturjournalist og -anmelder og har været her siden. Hun har desuden fungeret som oversætter og konsulent for flere forlag, bl.a. Gad, Gyldendal og Lindhardt & Ringhof.
Marie Tetzlaff har været med i Smagsdommerne på DR2, ligesom hun siden 2008 har været medvært for arrangementerne Louisiana Live. Fra 2009 har hun været medlem af juryen for Danske Banks Litteraturpris.